# Liten tallbastborre
Liten tallbastborre (Hylastes opacus) är en skalbaggsart som beskrevs av Wilhelm Ferdinand Erichson 1836. Liten tallbastborre ingår i släktet Hylastes, och familjen vivlar. Arten är reproducerande i Sverige.